# Мултауф, Роберт
Роберт П. Мултауф (англ. Robert (Bob) P. (Phillip) Multhauf; 8 июня 1919, Су-Фолс — 8 мая 2004, Сан-Рафел, Калифорния) — американский историк науки, специализировавшийся по истории химии. Доктор философии (1953).
В 1954-66 куратор Национального музея американской истории, был его директором, с 1970 и до отставки в 1987 старший ученый. Президент HSS (1979—1980) и редактор журнала Isis с 1964 по 1978 год. Лауреат Abbot Payson Usher Prize.

## Биография
Вырос в Ньютоне (Айова). Окончил Университет штата Айова (бакалавр химии, 1941). Работал химиком сперва в Hercules Inc. (1941-42), а затем в United States Rubber Company (1942-43), после чего вступил в ВМС США, служил судовым инженером в звании младшего лейтенанта. Вскоре после окончания войны попал в Японию, после демобилизации летом 1946 оставался там еще на протяжении двух лет в качестве гражданского служащего армии, принимая участие в проекте по обследованию японского научно-промышленного истеблишмента. В 1948 году поступил в Калифорнийский университет в Беркли и получил степень магистра истории по дальневосточным штудиям в 1950 году, защитив диссертацию «Исследование дипломатических отношений между Японией и Китаем, 1922-32 гг.». Позже переключил фокус своей исследовательской работы на историю химии. В 1953 получил степень доктора философии с основной специализацией по истории средневековой Европы и дополнительными по истории науки, Греции и Рима, и Дальнего Востока, с диссертацией «Связь между технологией и естественной философией около 1250—1650 гг. на примере технологии минеральных кислот». Проведет год как феллоу в Институте истории медицины Джонса Хопкинса. В конце 1954 года поступил в Смитсоновский институт в качестве куратора инженерии. Со следующего года куратор отдела, с 1957 года главный куратор. С 1966 директор MHT, с 1969 старший научный сотрудник. Ушел на пенсию из Смитсоновского института в 1987 году. В 1984 был приглашенным профессором в Аризонском центре исследований Средневековья и Возрождения.
Автор книг The Origins of Chemistry (1966, 1967, 1993); Neptune’s Gift (1993, 1996, 2003). Автор Британники.